# レンズと悪魔
『レンズと悪魔』（レンズとあくま）は、六塚光による日本のライトノベル。イラストはカズアキが担当している。角川スニーカー文庫（角川書店）より2006年10月から2009年11月まで刊行された。

## ストーリー
遠い星で、人間たちは「悪魔」を使役するようになっていた。無色透明の円盤（レンズ）で召喚される「悪魔」は、大気に含まれる塵から生まれるものである。人間は「悪魔」を虚体として身につけていた。
6年前に謎の死を遂げた父チェビアトと暮らしていた、美貌の首都「ブルティエール」に帰還した青年、エルバは、そこで父にまつわるトラブルに巻き込まれてしまう。父を知る少女、テッキに助けられ、彼女の博物館に誘われるが、彼女はエルバの持つ、チェビアトの遺物の謎の円盤のことを知っているらしい。その円盤が、エルバを壮絶な戦いへと導く鍵となっていくこととなる。

## 登場人物

### 主な登場人物
エルバ・ナイトロンド
本作の主人公。父チェビアトの死の謎を探る、西部人の19歳の青年。金髪碧眼。左腕にホルダーをつけている。青色のフードつきの服を着ている。
短気かつ少々乱暴的で、気に入らないことには逆上しトラブルを巻き起こす時もある。だが責任感は強く、一度決めた事は遣り通す芯の強い一面も。
東部と西部の両方での生活を経験しているため、東部においては東部の、西部においては西部のしきたりに従うが、基本的には西部のスタイルを気に入っている様子。
「俺には、この世において存在を許せないものが3つある」と前置きをして相手を非難するのが癖。ちなみに、嫌いなもののうち1つめと2つめはその場面に関係のないもので、3つめに挙げるものが非難の対象であることが多い。
容貌はチェビアトと間違われるほどの父親似。目つきが悪く、右目と両腕には6年前の父親殺害時に負わされた傷がある。
八眼争覇に参加したのは、6年前にエルバの目の前で父親を殺した者への復讐をするため。「氷結の魔神」の円盤を持つ。
アルテキア・バベルハイズ
通称テッキ。魔王の瞳を守る守護家系のうちバベルハイズ家の血をひく唯一の人物で、悪魔を展示する「バベルハイズ自然史博物館」の館長を務めている18歳の少女。
赤髪の長髪、後ろ髪は縦ロール風になっており、瞳の色は金色。黒の豪奢なゴシック調に近いドレスを身に纏っており、黒の帽子を被っている。6年前の八眼争覇で当時チェビアトに恨みを晴らそうとしていたシローに人質として作業場に誘拐され、自ら自分の右手を切り落とせざるを得ない状況に追い込まれた。それ以来、彼を殺すとエルバに断言するほど、シローを深く恨んでいる。そして、その恨みを忘れない為、自ら望んで右手に万力をつけている。
責任感・義務感が強い。サクラとは姉妹同然の仲で、互いを深く理解している。ファルナとは犬猿の仲だったが、彼女がネアの炎に焼かれて意識を取り戻さなかった時はかなり精神的にショックを受けていた。
博物館は資金難から現在閉館中であり、普段は探偵業を営んでいる。サディストな一面を持ち、巷で「フラッシュ・ヴァイス(閃光の万力)」と言えば、「素手で悪魔を殺す」「歩いた後には墓石が生える」と恐れられている。
八眼争覇に参加したのは一族の悲願である魔王の再封印と「バベルハイズ自然史博物館」を復興させるため。「無形の魔神」と契約していたが、サクラとヤミに敗れ、更に万力で殴られ重傷を負い、しばらく眠ったきりだったが、デイジーと共に車椅子に乗って駆けつけていた。尚、現在は万力をつけず、ボルの片割れを右手代わりにしている。
サクラ・イシザワ
オーラン先住民の18歳の少女。リの一族と呼ばれる民族の生き残り。 茶色の髪に茶色の目を持ち、横の髪が長く、後ろは短髪。浴衣に近い服を着ている。もともと頭に角が生え、常に眼鏡を掛けていたが、オーラン先住民の特徴である眼鏡と右の角はテッキの万力に砕かれ、残った左の角は自ら柱に打ち付けて砕いてしまった。
誰に対しても優しく、おっとりとしているマイペースな性格で天然ボケな一面もあるが、一度こうと決めたら絶対に譲らない強情な一面も持つ。怒る事自体滅多に無いが、戦闘時は好んで大型の悪魔を使役し、力押しの戦法を得意とする。その実力は確かなもので、テッキと共に八段の免許を所有している。また、テッキとは姉妹同然の仲。カエデとも仲が良く、姉の様に慕っている。
過去に「オーラン虐殺」の事件により、全てを失った。この時のサクラは父親が神殿の一室に押し入れた事により助かる。
エルバがシローを殺害したその場に居合わせ、エルバを倒しシローの敵を討つべく「闇照の魔神」と契約し、テッキとボルのコンビを破り、彼女に重傷を負わせた。自身の力を試す為、死んだ人間の姿に変えたヤミを引き連れ、ブルティエールの東番外地に出没していたことから、「レイスクイーン（悪霊女王）」の異名を持つ。
ファルナ・エレイスン
エルバの従妹。西部州の果てであるブラックストーン州で育つ。ブルティエール大学悪魔学部に合格し、今年からブルティエールに引っ越してきた。背が低く小学生に見えるが、れっきとした19歳。
野生児という言葉がピッタリの風貌で、勝気かつ男勝りであり少々口が悪い。テッキとは犬猿の仲。クラヴリーとミナのコンビと戦った際、乱入してきたネアに斬られた後に焼かれ、深い傷を負った。ブラックストーン州にある自宅で療養中だが、未だ意識が戻らない。
エイジ・タツミヤ
オーラン先住民の青年。サクラやカエデと同じくリの一族の生き残り。頭に大きめの角が四本生えており、性格はいたって穏やかだが、仲間を大切にするあまり自らの危険も厭わず助けようとする自己犠牲的な面も持つ。竜人と呼ばれる人種で、両腕が硬い皮膚で覆われており、そのため袖のない衣服を身に纏っている。バルヒーヨの陰謀によりしろがねの悪竜の依代にされ、カエデに刀で刺し殺された。特技は剣玉で、研究所から脱出する際に持ち出した武器はこれをモチーフにして作った。

### 八眼争覇運営関係者
ブラナ・ラ・モート
「魔王の残滓」。八眼争覇の主催者。少女の姿と声を持つが、話し方はまるで老人。白い奇妙な神官服のような衣装を着ており、顔を白いフードで半ば隠している。肌は気味が悪いほど白く、両目は閉ざされている。ちなみに、この姿は大気中の塵を集めてなんとか虚体を保った思念体であるため、他の物や生物に触れることが出来ない。（ただし、自身の肉体の一部である八枚の魔王の瞳は触れることが出来る。）人の運命を少しばかり操作する能力を持ち、八眼争覇参加者の望みを叶え、副賞として永遠の若さを与えるとともに、彼らを過酷な戦いへと導き、自身の復活を目論んでいるが、真の目的は魔神達の人格を形成すること。二百年前に封印されてからは、人間を深く恨んでいる。
グレン・ダール・キングスリー
八眼争覇の監視を務める者。キングスリー家史上最強と謳われ、かつて「獄炎の魔神」と契約して八眼争覇で優勝し、永遠の若さを手に入れたが、百人目の相手が自身の姉であるクレア・キングスリーで、「闇照の魔神」と契約していたため、ヤミに化けていた彼女を気づかずに殺害し、心の傷となってしまった。それ以来、キングスリー一族の者で、百人殺した者に戦いを挑んできた。八眼争覇の監視役としてブラナと行動を共にしていたが、陰ではブラナを封印する為、ベイセルと手を組んでいた。

### 八眼争覇参加者
エルバ・ナイトロンド
主な登場人物を参照。
アルテキア・バベルハイズ
主な登場人物を参照。
カエデ・ニカイドウ
オーラン先住民の少女で、リの一族の生き残り。サクラの幼馴染みで、妹の様に気遣っている。知らない者に対しては冷たく、鋭い眼光で睨み付ける。作中ではエルバを何度も睨み、エルバは「殺人眼光女」と言った。
刀の使い手でもある。また、「電光の魔神」マロ・マロの能力逆流により、身体から雷を出し、相手にぶつける攻撃が可能。
八眼争覇に参加した理由は「オーラン虐殺事件」で一族を虐殺した者に復讐をする為。サクラ・ヤミとの戦いに敗れる。
サイクス・バルヒーヨ
ドース連邦議会議員。10年前の「西部内乱」で劣勢の東部軍を逆転勝利に導き、「パルミダの英雄」と称される。
戦後は政界へ転身。軍人出身の堂々とした態度と精悍な容貌から国民の人気も高く、次期総督候補の筆頭とも言われていたが、実際はしろがねの悪竜の円盤の力を試す為、リの一族を皆殺しにし、クラヴリーを人身御供にした張本人。「獄炎の魔神」と契約していたが、エルバとルナのコンビに敗れ、ルシアンに殺された。
クラヴリー・ガーディアン
元ドース連邦軍少佐。「西部内乱」において「オーラン虐殺」の首謀者とされ、デスドレッド監獄島へ流罪となっている。
10年前の真実を明かすため、「虚空の魔神」と契約。島からの脱獄を決行する。
エルバとルナのコンビに敗れた現在は、生活のためにマーレボルジュの構成員となっている。また、八眼争覇に敗北し、バルヒーヨに復讐した後、かつての敵だったランコやバーミッサをメイドに仕立て上げ、ボードゲームや地下迷宮の探索をしたりと、それなりにエンジョイしている数少ない人物。
コレル・バガテル
魔神とともに「デーモンヘイター」として強奪を行っていた。短気で横暴かつ口が悪い。挑発に乗りやすい。
八眼争覇に参加した理由は自分と母を捨てた父・アンテノラへの復讐を果たすため。「剛力の魔神」の円盤を持つ。
クルト・キングスリー
魔王の瞳を守る守護家系の一つであるキングスリー家の血筋の男。
ブルティエール大学悪魔学部に在籍している。頭がまるで爆発したかの様な髪型。ナルシストで、自分の学習能力などを絶対的に認めている。何事にも一位になる事に執着している。八眼争覇に参加したのは一族最強の名を手に入れ、一族を呪いから解放するため。「幻影の魔神」と契約していたが、エルバとルナのコンビに敗れ、セブンデイから「幻影の鬼神」の円盤を借り受け、ランコと共に再びエルバ達の前に立ちはだかったが、カエデの能力逆流によって再び敗北した。
シロー・イシザワ
サクラ・イシザワの兄。「闇照の魔神」の円盤をもつ。
八眼争覇に参加したのはドースの地からオーラン人以外の全ての人間を殲滅するため。
闇照の魔神ヤミ・ヤタと契約し前回の八眼争覇に参加、自分と母親を捨てたチェビアトに復讐すべくテッキを人質に取りチェビアトを殺害、これに勝利するも八眼争覇がノーコンタクトとされたため、シード選手として引き続きヤミのパートナーとして今回の八眼争覇に参加していた。エルバと立ち会うも敗れ、死亡する。
チェビアトとオーラン人女性の間に生まれた、エルバの異母兄弟とされてきたが、チェビアトではなくカナティックが父親。その事実をカナティックから教えられるが、聞き入れずにカナティックを殺害した。

### 過去の八眼争覇参加者
チェビアト・ナイトロンド
エルバの父親。6年前の八眼争覇に参加し、「闇照の魔神」とその契約者に敗北し、死亡。「氷結の魔神」と契約していた。正義感が強い。
クラエス・ルンホルム
6年前の八眼争覇に参加していた。「剛力の魔神」と契約していたが、「獄炎の魔神」に敗れ、両目の視力と左膝から下を失った。しばらくして記憶障害になりながらも帰還を果たすが、現在は敗北者として酒に溺れる日々を過ごしている。
グレン・ダール・キングスリー
運営関係者を参照。
アンテノラ
ドース連邦最大の犯罪組織「マーレボルジュ」の首領。
一般にはアンテノラとはマーレボルジュの首領が代々継いできた名前と思われているが、真実は八眼争覇を勝ち抜いて不老の力を得た一人の男である。たびたび魔神に関係のある事件を博物館へ依頼してくる。かつて「剛力の魔神」と契約していた。
ジーニー・セブンデイ・ルンホルム
かつて「幻影の魔神」と契約し、八眼争覇を勝ち抜いた勝者。元々は悪魔研究者であり、ブラナに望んだことは「自らの手で悪魔を生み出す知識と技術」で、デスドレッド島という流刑島でのみ発見されるデスドレッドデーモンという悪魔は彼女の作品と思われる。また、自身の作品が魔神よりも優れていることを証明する為、鬼神と呼ばれる円盤を開発し、その鬼神の契約者達で「セブンデイズ・デモニアクス」という集団を結成し、魔神の契約者達の前に立ちはだかってきた。そして、現在は常に「無形の鬼神」の円盤を使用して、奇抜な衣装を纏っている。
ミカル・ナガサカ
外見上は長い黒髪をツインテールにした十八歳の少女だが、なぜかジジむさい口調で喋る。実はチキュウ空手の達人で、八眼争覇に参加したのも、自身のチキュウ空手が最強であることを示す為であり、「無形の魔神」と契約していたが、優勝することが願いだった為、代わりに「自分を永遠の美少女にしてほしい」という願いをブラナに叶えて貰った。マモル曰く、「変態」。元々は四十代後半の男性だったらしい。八眼争覇優勝後、マモルと共に墓守を務めていた。また、オーラン人とオーベイ人のハーフである為、角はあるが眼鏡はかけていない。クラヴリーの部下であるリデル・ハンターチャンスと税騎士のツバキ・ナカムラはかつての弟子だった。
マモル・デュバリエ
外見上は頭に布を巻いた二十代後半の男性。西部の独立を望み、「電光の魔神」と契約して八眼争覇に参加。見事優勝したが、ルシアンが西部の独立を認めなかったため、ブラナに十年以内に独立戦争が起こるようにして貰うという半端な形でしか願いが叶えられなかった。その代償として、ブラナから自由に記憶を操作できる力を貰った。自身の武器として、鞭を愛用している。

### 魔神
ルナ・ルガ
「氷結の魔神」。塵器はサーベル。円盤の色は赤。赤い霧で物質を拘束することができる。契約者もまた、赤い霧で対象の物（生物でも無生物でも）を空中に固定することができる。
白色と水色のグラデーションの長髪に赤目。右目に眼帯をつけている。顔立ちや声など、どれをとっても中性的。体には赤色の刺青の様な模様が刻まれている。白いシャツの上に黒のコートの様なジャケット、腰には腰布を巻いており、いつも裸足。
お気楽で楽天的な性格の持ち主。冗談をサラリと言い、エルバを怒らせる。
歴代のバベルハイズ家の人間に召喚されていたが、前回の八眼争覇では、エルバの父チェビアトと契約をしていた。
身体的には男寄り。
ボル・ボル
「無形の魔神」。塵器は矢。円盤の色は緑。自身の色や形を自在に変え、2～3体ぐらいなら分裂もできる。また、人間の身体に寄生し、擬似的な筋肉となることも出来る。契約者は、ボルと一体化して緑色の粘体となり、どんな隙間でも通り抜けることが出来るが、幻肢逆流によるダメージがひどくなるのと、相手に紋様を読まれやすくなってしまうという欠点がある。
普段の姿は八本の触手を持ち、胴体には大きな目と口が一つずつある。タコに近い形をしている。
豪快な笑い方が特徴的。（テッキ、エルバ曰く、「下品」）また、性格も豪快かつ大胆であり、ムードメーカー的存在でもある。多少口は悪いが、観察力・洞察力に優れており、意外にも物知りである。また、かつて契約していたミカル・ナガサカがチキュウ空手の使い手だった為、チキュウ空手もある程度熟知しており、リデルと戦った際、真似事とはいえテッキにチキュウ空手をさせて見せた。
サクラ・ヤミ組と立ち会うが、敗れる。
マロ・マロ
「電光の魔神」。塵器は鉄鞭。円盤の色は橙。契約者は、身体から電光を放つことができ、その強さも調節できる。
平安貴族のような容貌で、顔は異常なまでに白く、烏帽子や束帯のような装束をまとっている。
顔には目鼻を持たず、魔神の特徴である単眼は舌に付いているが、自身を美形だと思い込んでおり、カエデやエルバなど、周囲の人々には呆れられているが、本人は気にしていない様子。語尾に「……～おじゃる」がつく。
ネア・ネア
「獄炎の魔神」。塵器は大砲。円盤の色は青。塵そのものを燃やす炎を出せる。契約者もまた、塵を燃やせる青い炎を出すことができる。
長髪に縦ロールの髪型をしている。女海賊のような風貌をしており、胸を異常に強調している。つば広の帽子に高い襟の上着は胸元が大きく開いている。下半身はズボンとブーツ。腰にはサーベル・刀・短剣をつけている。右目には眼帯。いつかの八眼争覇で敗北して以来ルナを気に入っているらしく、また、かつて彼女と契約していた人物（グレン・ダール・キングスリーやサイクス・バルヒーヨなど）に対しても、ねっとりした呼び方をする。
身体的には女寄り。
ヤミ・ヤタ
「闇照の魔神」。円盤の色は黒。本来の塵器は鏡だが、他の魔神の物を自らの塵器でコピーして使う。通常時は白い一つ目の仮面に黒マントを纏った姿をしているが、任意の人物の記憶からある人物の姿を読み取り、その姿に成り代わることができる。本人との判別は不可能。契約者は、白い仮面に黒マントのヤミの姿に成り替わることができ、上手く使えば相手を攪乱させることができる。
前回の八眼争覇ではシローと契約し、チェビアトとの最終決戦まで勝ち残るも、人質をとったことにより八眼争覇自体がノーコンタクト扱いとされた。その後、今回の八眼争覇にてシードとして、シローと契約したまま再参戦する。
シローの死後はサクラと再契約している。
ミナ・ミグ
「虚空の魔神」。塵器はガントレット。円盤の色は黄。大気中の塵を自由に操り、塵の真空状態をつくることが出来る。
ストレートの長髪。メイドの様な格好をしており、背中は大きく露出している。
大人しく、喋る事は少ない。口調は事務的。感情的になる事は少なく、常に無表情でクールな印象がある。クラヴリーの事を信頼しており、また、彼には契約者以上に思いを寄せており、十二巻では結婚を申し込んでいる。
両手には羽衣を巻きつけており、それを武器として使用する。両目は閉ざされており、前髪に隠れた額に単眼を持つ。
身体的には女寄り。
アギ・アダ
「剛力の魔神」。塵器は斧。円盤の色は藍。物凄い筋力を持つ。
顔に、一つ目の描かれた布を巻く。礼服を着、顎にはひげを生やしている。
見た目に違わず紳士的な性格で、常に敬語で話す。未契約のエルバと対峙した時には契約を促して魔神同士の戦いを望むなど、八眼争覇の意義を重んじる。身体的には男寄り。
ベル・ベム
「幻影の魔神」。塵器は鞭。円盤の色は紫。一度紋様を読んだことのある悪魔をレンズを介さずに召喚することができる。
ジャノメチョウがトレードマークで、それが眼帯代わり。フリルのついた可愛らしい洋服を着ている。言葉は片言。身体的には女寄り。

## 地名
ドース連邦
作中世界の国家。13の州から構成されており、総督を頂点とした議会制政治が敷かれている。
大きく東部と西部に分けることができ、首都のある東部の文化は洗練されているが、西部は未開拓の地も多く実質を重んじる傾向が強い。
両者の対立は10年前に「西部内乱(西部独立戦争)」として火を噴くことになったが、東部軍が勝利。
ブルティエール
物語の舞台となる、ドース連邦の首都。ブルティエールは東部文化の発信基地である。
上空から見ると、八つの同心円状の街路を見ることができ、その中央に総督府がある。そこから八本の直線の街路が放射線状に延びており、ブルティエールは、その円と直線の街路によって六十四の街区に分けられている。最も内側の第一円の街区は、時計回りに十一区、十二区、……十八区と名づけられており、これが第八円まで続いている。

## 用語
円盤（レンズ）
悪魔を召喚するためのもの。無色透明。一枚に見えるが、実は二枚重なっており、召喚するときはそれが分かれ、召喚主の両目にはりつく。そうすることで悪魔の虚体を身にまとうことが出来る。
召喚主は召喚した悪魔の能力を利用することができ、腕力や脚力の増大はもちろん、飛行できる悪魔なら空を飛べるし、魚型の悪魔なら潜水もできる。
この円盤は人類に大きな繁栄をもたらし、現在では悪魔召喚が日常的に利用されている。
逆流（バックワード）
召喚された悪魔が外部からダメージを受けた場合、召喚主にそのダメージが再現される現象。実際に怪我などはしない。
特に翼や角など召喚主が持たない部位にダメージを受けると、まさに「想像を絶する」痛みを受けることになる。
これを幻肢逆流（ファントムペイン）と言い、強力かつ特異な体型をした悪魔の扱いを難しくしている原因である。
紋様（クリプト）
悪魔ごとに違う、悪魔の形式番号のようなもの。一般にはその存在は知られていない。
核紋様（コアクリプト）
魔神の持つ、一番奥深くにある紋様。これを塵器で読み取られると、その魔神は紋様破壊
で破壊されてしまう。
魔神
悪魔の上位存在。魔王によって使役されていて、八眼争覇において契約者と共に戦う存在。
通常の悪魔と違って自らの意識を持ち、召喚されても召喚主と一体化することはなく別行動を取れる。
魔王の八つの瞳から一体ずつ産まれたとされ、体型や能力は様々であるがその全てが隻眼なのが特徴。
魔王戦争
かつて、星を支配していた魔王と呼ばれる悪魔を、人類が打ち倒して封印したという戦い。そのときに、ドース連邦がつくられた。
数百年前の出来事だが、現在ではおとぎ話として扱われている。
八眼争覇（ディアボリックパーティー）
封印されていた魔王がその意思だけを覚醒させ、地上に復活するために開催した、魔王の依代を選ぶための戦い。魔神の八枚の円盤を、八名の依代候補者に授けて相争わせ、勝ち残ったものを依代とすることになっている。
参加者には、魔王の力で「悪魔に魂を売ってでも」叶えたい望みを手伝う(完全に願いを叶える訳ではない。仇討ちが望みなら、その相手と引き合わせるだけである)ことが約束される。
過去にも数回開催されているが、未だ魔王は復活していない。勝者が魔王の依代に相応しくなかったからだとされている。
紋様解析（クリプトアナライズ）・紋様破壊（アンチクリプトストライク）
悪魔や魔神の紋様を解析し、その仕組みを把握するのが紋様解析。
紋様解析後、塵器を用いてその悪魔を強制解放すること。魔神しか行えない。
「塵より生まれしもの、塵へと還れ」と放つ時に必ず魔神が言う言葉。しかし、塵器の形態によっては魔神使役者が言う場合もある。「無形の魔神」ボル・ボルとアルテキア・バベルハイズがそれにあたる。
紋様組替（クリプトチェンジ）
紋様解析に対抗して、自身の紋様をかえること。魔神が行う。
塵器（ストライカー）
魔神の契約者の意志の強さや魂を武器の形にしたもの。魔神が使う。塵器を出すと、召喚主は、脱力感に襲われる。
塵器を使って紋様解析を行い、それが進むと、塵器の色がその魔神の円盤の色に強く輝いていく。紋様破壊後、塵器は消えてしまう。
能力逆流（スピンオフ）
魔神の契約者が、契約した魔神の能力を身につけ、操ることが出来ること。

## 既刊一覧
- 六塚光（著）・カズアキ（イラスト） 『レンズと悪魔』 角川書店〈角川スニーカー文庫〉、全12巻
  1. 「魔神覚醒」2006年10月1日発売[2]、ISBN 4-04-470707-3
  2. 「魔神跳梁」2007年2月1日発売[3]、ISBN 978-4-04-470708-8
  3. 「魔神攘戮」2007年6月1日発売[4]、ISBN 978-4-04-470709-5
  4. 「魔神幻世」2007年8月1日発売[5]、ISBN 978-4-04-470710-1
  5. 「魔神陥落」2007年11月1日発売[6]、ISBN 978-4-04-470711-8
  6. 「魔神応報」2008年2月1日発売[7]、ISBN 978-4-04-470712-5
  7. 「魔神決壊」2008年5月1日発売[8]、ISBN 978-4-04-470713-2
  8. 「魔神変光」2008年7月1日発売[9]、ISBN 978-4-04-470714-9
  9. 「魔神劫罰」2008年11月29日発売[10]、ISBN 978-4-04-470715-6
  10. 「魔神狂咲」2009年4月1日発売[11]、ISBN 978-4-04-470717-0
  11. 「魔神集結」2009年10月1日発売[12]、ISBN 978-4-04-470719-4
  12. 「魔神開放」2009年11月1日発売[13]、ISBN 978-4-04-470720-0

短編
電子書籍サイト「BOOK☆WALKER」配信